# Onthophagus alexeevi
Onthophagus alexeevi är en skalbaggsart som beskrevs av Tarasov, Krikken och Huijbregts 2010. Onthophagus alexeevi ingår i släktet Onthophagus och familjen bladhorningar. Inga underarter finns listade i Catalogue of Life.